# Rolf-Peter Hoenen
Rolf-Peter Hoenen (* 3. Januar 1947 in Aachen) ist ein deutscher Jurist. Er war bis 30. Juni 2009 langjähriger Vorstand der Versicherungsgesellschaft HUK-Coburg und er war von November 2008 bis November 2012 Präsident des Gesamtverbandes der Deutschen Versicherungswirtschaft (GDV).
Hoenen studierte Jura an der Universität Bonn und an der University of Georgia in Athens (USA). Nach Absolvieren des Assessorexamens begann er
seine berufliche Laufbahn 1975 beim Bundesaufsichtsamt für das Versicherungswesen (BAV), das heute in der Bundesanstalt für Finanzdienstleistungsaufsicht (BaFin) aufgegangen ist.
1980 übernahm er eine Tätigkeit im Bundesfinanzministerium.
1981 wechselte er zur Gothaer Versicherung nach Göttingen, wo er bis 1988 Vorstand war. 1988 folgte er der Berufung in den Vorstand der in Coburg ansässigen HUK-Coburg, wo er zunächst unter anderem für die Kraftfahrtversicherung und den Vertrieb verantwortlich war. 1991 wurde er der Vorstandssprecher der HUK-Coburg. Am 30. Juni 2009 ging er in den Ruhestand; sein Nachfolger als Vorstandssprecher wurde Wolfgang Weiler.
Hoenen war langjähriges Präsidiumsmitglied des Gesamtverbandes der Deutschen Versicherungswirtschaft (GDV). Er ist auch Vorstands- und Beiratsmitglied des Vereins Versicherungsombudsmann e. V. in Berlin und Mitglied des Strategic Board des in Brüssel ansässigen Dachverbandes der europäischen Versicherungsverbände, des Comité Européen des Assurances (CEA).
2007 wurde Hoenen mit dem Bundesverdienstkreuz am Bande geehrt.